# Економіка космонавтів

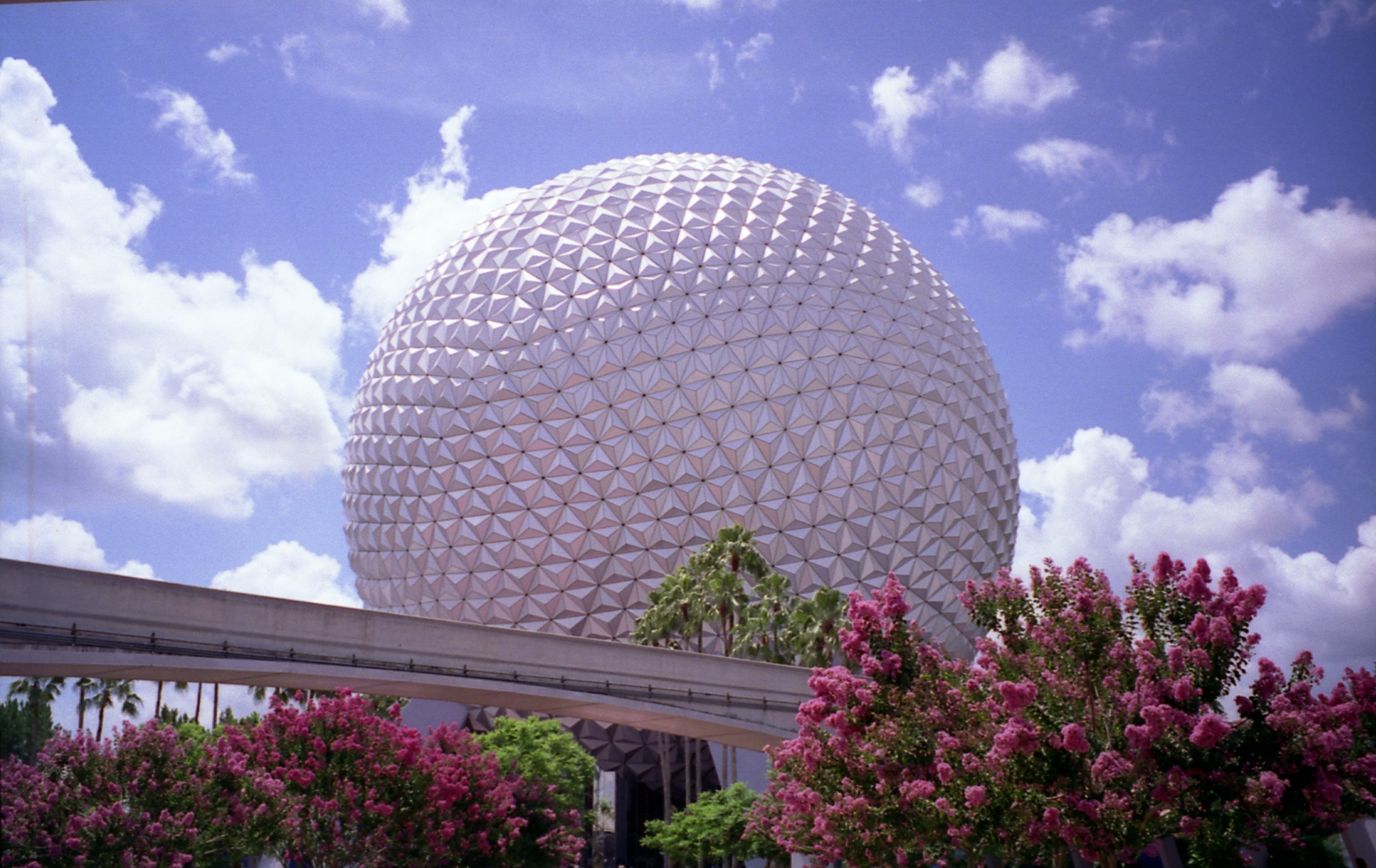
Космічний корабель Земля Епкота

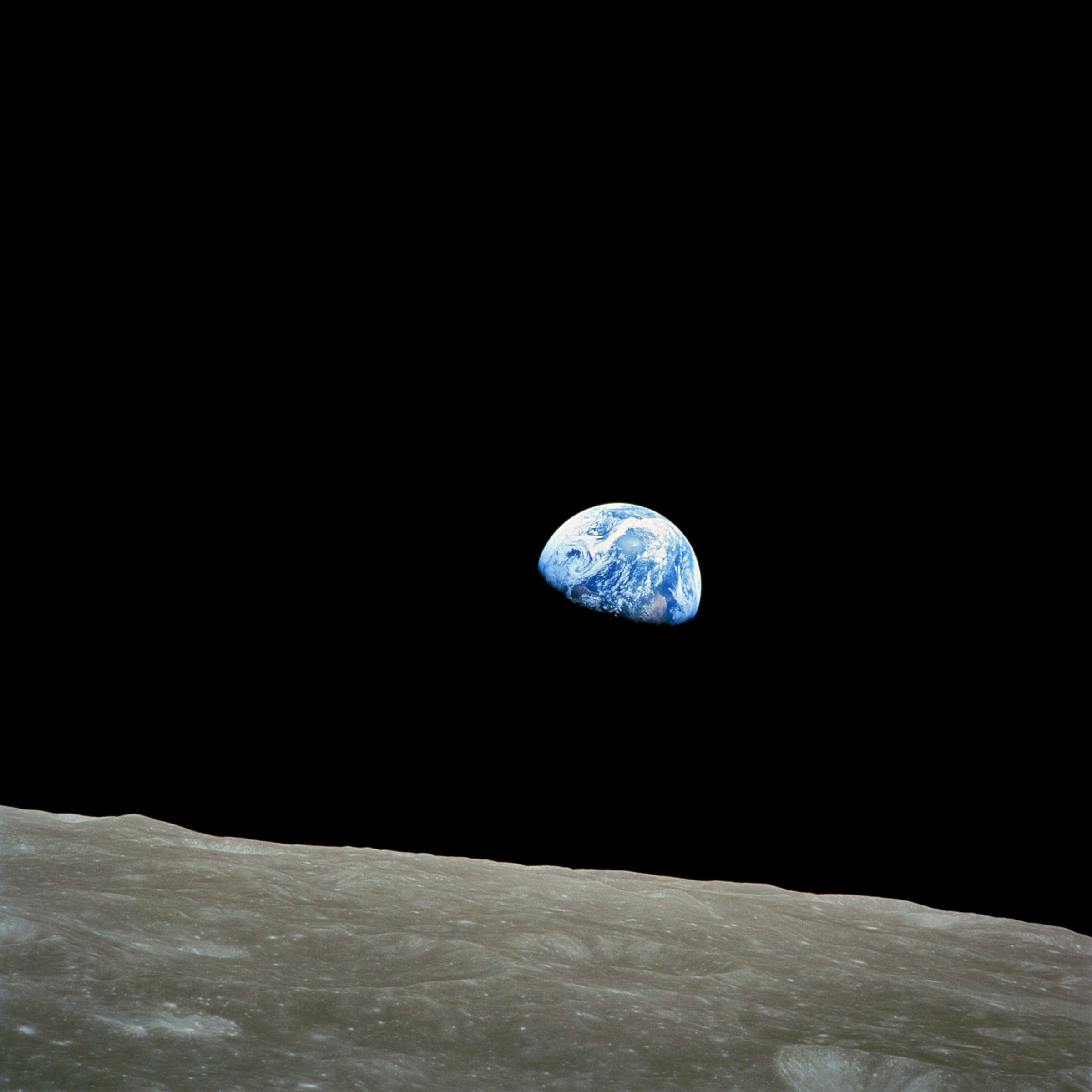
Схід Землі, 1968 рік, зроблений астронавтом Біллом Андерсом з командного модуля «Аполлон 8»

Економіка космонавтів (Космічний корабель Земля) — це концепція, що виражає занепокоєння щодо використання обмежених ресурсів, доступних на Землі, та поведінки кожної особи, що мешкає на ній, з метою досягнення гармонійного функціонування та спільного процвітання.

## Історія
Стаття «Економіка майбутнього космічного корабля Земля» (англ. The Economics of the Coming Spaceship Earth, 1966), автор якої економіст Кеннет Е. Боулдінг, дає філософський погляд на концепцію щодо економіки космонавтів, яка вплинула на роботу Пірса і Тернера (1989) та їх ознайомлення з концепцією кругової економіки. У «Економіці майбутнього космічного корабля Земля» Боулдінг обговорює класи відкритих і закритих систем, особливо в контексті матерії, енергії та інформаційних систем минулого та в межах періоду публікації статті у 1966 р. Боулдінг також ділиться своїми поглядами на придатність валового національного продукту (ВНП) як економічного показника та передбачає майбутній вплив поколінь на навколишнє середовище через неможливість усунення забруднення, що відбувалося на той час через обмеження, накладені консервативними політичними поглядами. Цей огляд має на меті показати, що Боулдінг вважав економікою космонавтів, та представити загальні ідеї в контексті сучасного світу.
Боулдінг у своєму есе «Економіка Космічного корабля Земля» використовував космічний корабель як метафору для планети. Він визнав існування матеріальних та енергетичних обмежень в економіці та запропонував перехід від «ковбойської економіки» до «економіки космонавтів». У «ковбойській економіці» успіх залежить від кількості та швидкості виробництва та споживання. В «економіці космонавтів», ми в основному стурбовані підтримкою засобів до існування та будь-якими технологічними змінами, які можуть підтримувати загальний рівень засобів до існування шляхом зменшення потоку ресурсів (тобто, зменшення виробництва та споживання), очевидно, є благом".
«… Я маю спокусу назвати відкриту економіку „ковбойською економікою“, ковбой — символом незлічувані рівнини, а також пов'язані з необдуманою, експлуататорською, романтичною та жорстокою поведінкою … закриту економіку майбутнього можна так само назвати економікою „космічний корабель Земля“, в якій є земля стати єдиним космічним кораблем, без необмежених резервуарів нічого, … і в якому, отже, людина повинен знайти своє місце в циклічній екологічній системі, здатній до безперервного відтворення матеріальна форма, навіть якщо вона не може уникнути, маючи вкладені енергії.» —Кеннет Е. Боулдінг, «Економіка майбутнього космічного корабля Землі», 1966

## Постановка проблеми
Кеннет Боулдінг опублікував есе «Економіка майбутнього космічного корабля Земля». Загалом вигляді ключова ідея автора зводиться до наступного. Зростання населення Землі, виснаження природних ресурсів і асиміляційного потенціалу планети зумовили вичерпання можливостей «відкритої економіки», заснованої на умовно необмежених ресурсах і необмежений потенціал планети переробляти відходи цивілізації. Подібну економіку вчений назвав «ковбойського» по асоціації з безкрайніми рівнинами і безрозсудним, споживчим способом життя, екологічні умови змушують переходити до нових принципів «замкнутої економіки» (її автор називає «Економікою космонавтів»). У ній, як і в космічному кораблі, все джерела ресурсів і всі резервуари для відходів обмежені як з точки зору припливу, так і відтоку. Через це людина має формувати свою діяльність на основі циклічних систем відтворення необхідних коштів життєзабезпечення. Основною оцінкою її успіху будуть не кількісні показники виробництва і споживання продукції, або, інакше кажучи, не обсяги матеріально-енергетичних потоків з ресурсів у відходи (як це відбувається зараз). Вони характеризують лише пропускну здатність виробничих потужностей. Провідним стане інший показник — якість і складність загального капіталу (total capital stock), включаючи фізичне і розумовий стан людини (the state of the human bodies and minds).

## Відкриті та закриті системи
Відкриті та закриті системи представлені в Боулдінгу (1966) і паралельні сучасній лінійній (тобто модель використання та розпорядження) та круговій моделі (CE). Визначення відкритих і закритих систем посилається на визначення Фон Верталанфі (1950) у «Теорії відкритих систем у фізиці та біології». Більш конкретно, де "система закрита, якщо в неї не потрапляє або не виходить матеріал; він відкритий, якщо відбувається імпорт та експорт, а отже, зміна компонентів ". Маючи це на увазі, Боулдінг (1966) далі додає, що для закритої системи не існує такого поняття, як вхід із зовнішньої сфери у закриту систему і, отже, взагалі немає зовнішньої сфери. Відповідно, при розгляді справжньої системи СЕ, де досягається повна циркулярність, інформація, що стосується існування такої системи, була б невідомою для зовнішньої сфери цієї системи. Отже, щодо систем, що вплинули на людські суспільства, цього раніше не було досягнуто, як було підкреслено узагальненням Болдінга про життя і смерть людини. Незалежно від того, відкрита чи закрита система, характеристика входів і виходів класифікується на три основні підсистеми, що складають більшу систему. Ці підсистеми включають матеріальні, енергетичні та інформаційні системи.

## Висновок
У роботі «Економіка майбутнього космічного корабля Землі» Боулдінг дав філософський огляд та осмислив відкриті та закриті системи в контексті матеріальних, енергетичних та інформаційних систем. Відкрита та закрита системи, про які йдеться в статті, відображають характеристики того, що ми сьогодні розглядаємо як лінійну та кругову економіку відповідно. Світова економіка представлена як тематичне дослідження того, що Боулдінг (1966) на той час вважав відкритою системою, і порівнюється із такою із закритою системою. Ключовим моментом цього порівняння є чітка різниця та суперечливі цілі щодо економічних принципів, які стосуються виключно обох систем. Отже, далі зазначається, що у разі застосування та впровадження моделей СЕ у майбутньому необхідно буде розробити показники, характерні для цієї системи, щоб забезпечити належний моніторинг та оцінку цієї системи. Щодо питань, що стосуються навколишнього середовища, у статті підкреслюється необхідність та терміновість надати підтримку нащадкам щодо забруднення навколишнього середовища, яке спричинило глобальний запас капіталу як наслідок лінійної моделі економічного зростання.
Попри те, що з 1966 року у світі відбулися суттєві зміни, особливо щодо інформаційної системи, ключовою подібністю залишається лінійна модель, яка нині впливає на зростання світової економіки сьогодні та екологічні проблеми, що з цим породжуються. Якщо модель СЕ буде прийнята як альтернатива нинішній лінійній економіці як засіб для вирішення пов'язаних з цим екологічних проблем, основи закритих і відкритих систем у контексті матеріальних, енергетичних та інформаційних даних повинні бути чітко зрозумілі. Більш конкретно щодо розв'язання проблеми прискорених кліматичних змін, можливо, в майбутньому буде момент часу, коли модель СЕ буде недостатньою, і потрібно буде розробити та прийняти зворотньо-лінійну модель, щоб вилучити більше біосфери, ніж те, що виділяється завдяки розробці передових технологій поглинання вуглецю.